# Alefacept
Alefacept, es vendido bajo la marca Amevive, es un medicamento utilizado anteriormente para tratar la psoriasis en placas de moderada a grave.  Hay; Sin embargo, existen opciones más efectivas y mejor toleradas.  Se administró mediante inyección en una vena o músculo. 
Entre los efectos secundarios más frecuentes se incluyen dolor de cabeza, mareos, náuseas, dolor muscular, dolor en el lugar de la inyección e infección; otros efectos secundarios pueden ser disminución de linfocitos, reacciones alérgicas y cáncer. No está clara la seguridad durante el embarazo. Se trata de una proteína de fusión que combina parte de un anticuerpo con una proteína que bloquea el crecimiento de algunos tipos de células T.
Alefacept fue aprobado para uso médico en los Estados Unidos en 2003; sin embargo, fue retirado del mercado en 2011. 